# Tarpany
Tarpany – polski zespół wokalno-instrumentalny, powstały w styczniu 1965 roku. Zakończył swoją działalność w grudniu 1968 roku.
Grupa wykonywała m.in. Siała baba mak, Gdy juz odeszłaś, Cammon baby, Bajki, Nie mogę zostać tutaj dłużej, Jak ty.

## Skład
- Halina Frąckowiak
- Czesław Garbarek
- Edward Hulewicz
- Klaudiusz Maga
- Piotr Milewski
- Stefan Muzolf
- Mirosław Polarek
- Bogdan Szelugowski
- Halina Żytkowiak

## Historia zespołu
W 1964 Edward Hulewicz wyjechał z założonym w Gdańsku z Bogdanem Szelugowskim zespołem Golderousi na koncerty do Czechosłowacji, gdzie z przerwami trasa ta przedłużyła się do około roku. Po powrocie do kraju na początku 1965 zespół został zauważony przez redaktora Radia i Telewizji Poznań Janusz Hojana. Na bazie Golderousów powstał nowy zespół bitowy. PRiTV Poznań zagwarantował mu systematyczne nagrania, lansowanie, reklamę i koncerty. Po kilkumiesięcznym okresie prób zostały nagrane pierwsze utwory, a jedna z najpopularniejszych w tym czasie młodzieżowych audycji "Grająca Szafa" ogłosiła konkurs na nazwę zespołu, w którym zwyciężyła nazwa Tarpany.
Pierwszy skład zespołu tworzyli: Bogdan Szelugowski – klawisze, voc., Klaudiusz Maga – git.sol.voc., Michał Muzolf – git.bas.voc., Mirosław Polarek – sax, Czesław Garbarek, potem Piotr Milewski – dr, Edward Hulewicz – voc. Kompozytorami piosenek zespołu (oprócz utworów zagranicznych) byli Klaudiusz Maga i Edward Hulewicz, zaś autorami tekstów Stanisław Kamiński, Maria Misiurewicz i Edward Hulewicz. W trakcie pierwszych nagrań powstały utwory: Gdy już odeszłaś, Caman baby, Bajki, Nie mogę zostać tutaj dłużej, Jak ty.
Powstała radiowa audycja "Klub Zwolenników Tarpanów", promująca zespół i informująca o jego działalności, koncertach, nagraniach, a także utrzymująca kontakt z fanami. Pierwszym kierownikiem fanklubu i prezenterem na antenie był Andrzej Kosmala.
W styczniu 1966 do zespołu dołączyły dwie wokalistki, licealistka Halina Żytkowiak oraz Halina Frąckowiak, dotychczasowa solistka gdańskich Tonów. Na Wiosennym Festiwalu Muzyki Nastolatków Tarpany dotarły do półfinałów. W finałach miały zmierzyć się z krakowskimi Skaldami i wrocławskimi Nastolatkami. Wyjazd na tournée do NRD zniweczył plany występu w finałach.
25 czerwca 1966 utwór Siała baba mak zajmował pierwsze miejsce w popularnej telewizyjnej audycji "Telewizyjna Giełda Piosenki" w Warszawie. Pod koniec czerwca zespół uczestniczył w Międzynarodowym Meczu Big-Bitowym Polska-Francja na stadionach większych miast. "Popołudnie z Młodością", popularna audycja muzyki młodzieżowej, codziennie nadawała utwory Tarpanów.
W lipcu 1966 zespół odbył tournée po Niemieckiej Republice Demokratycznej.
W styczniu 1968 Tarpany przestały istnieć. Jego członkowie nawiązali współpracę z innymi polskimi zespołami bitowymi: Halina Żytkowiak z Amazonkami, Halina Frąckowiak jako Sonia Sulin, Andrzej Mikołajczak i Piotr Milewski z Drumlersami, Michał Muzolf z zespołem Breakout, Mirosław Polarek z Niebiesko-Czarnymi, Edward Hulewicz wpierw z Estradą Olsztyńską, następnie z Heliosami.
Na dyskografię Tarpanów składa się jeden album Coctail Młodości (Pronit XL0417), na którym znalazł się utwór Siała baba mak i tzw. płyty pocztówkowe oraz singlowe, wyprodukowane dla potrzeb szaf grających.